# Konservativ judendom
Konservativ judendom står utanför de mer ortodoxa judiska rörelserna, men står dem närmare än vad reformjudar gör. I likhet med ortodoxa judar accepterar konservativa judar halacha som en guide till judiskt liv. Däremot så är konservativa judar betydligt mer liberala och positiva till modern kultur. Inriktningen grundades av rabbinen och läraren Solomon Schechter som också blev rektor vid Jewish Theological Seminary of America där den konservativa rörelsen utbildar sina rabbiner. Utanför USA, främst i Israel, kallas den konservativa trosinriktningen Masorti. 

## Historik
Konservativ judendom uppkom kring 1800-talet i Europa och USA. Dess skapare anses ofta vara rabbinen Zacharias Frankel. Frankel grundade den konservativa judendomen främst som en reaktion mot reformistisk judendom som förkastade hebreiska som främsta tungomålet vid bön. Vidare vidhöll Frankel att judisk lag, halacha, alltid varit föränderlig och var tvungen att förändras utifrån sin egen tid och det moderna samhällets krav.
Kring 1900-talets början började allt fler judar kalla sig konservativa. En stor del var invandrare till USA från Östeuropa som fann den ortodoxa judendomen för strikt och den reformerta alltför liberal. 1990 genomförde National Jewish Population Survey en undersökning där det visade sig att 43% av de judiska hushållen i USA erkände sig som konservativa. Vid en undersökning tio år senare visade undersökningen att enbart 33% av hushållen erkände sig som konservativa. Trots det innehar konservativ judendom en stark position i USA, med bland annat judiska dagskolor.